# Infomed
Infomed es el nombre que identifica a la red de personas e instituciones que trabajan y colaboran para facilitar el acceso a la información y el conocimiento, necesarios para mejorar la salud de los cubanos y de los pueblos del mundo. Surgió en el año 1992, como un proyecto del "Centro Nacional de Información de Ciencias Médicas", en aras de dar respuesta a la necesidad de facilitar el intercambio de información entre los profesionales, académicos, investigadores, estudiantes y directivos del Sistema Nacional de Salud cubano; convirtiéndose este en su principal objetivo.

## Historia y característica de Infomed

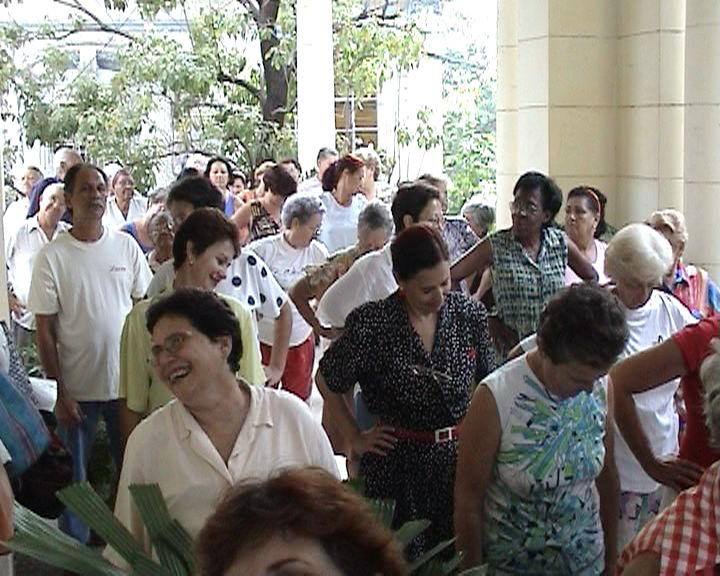
Trabajadores de Infomed en el portal de la institución el día del desafío mundial por la salud.

Surgió en 1992, como un proyecto del "Centro Nacional de Información de Ciencias Médicas", en aras de dar respuesta a la necesidad de facilitar el intercambio de información entre los profesionales, académicos, investigadores, estudiantes y directivos del Sistema Nacional de Salud cubano; convirtiéndose este en su principal objetivo.
Su propósito es trabajar para construir colectivamente un ecosistema de personas, servicios y fuentes de información para la salud, que permita el acceso oportuno y eficiente a la información de calidad, y que despliegue las capacidades creativas de los miembros de la red como productores de información y conocimientos, para lograr las metas de salud de nuestro país y de otros. De igual modo se proyecta como una organización líder en el campo de la información en ciencias de la salud, sustentada en una dinámica y eficiente red de conocimientos de alto valor profesional y humano.
Esta red dio sus primeros pasos internacionales al participar en un proyecto de la Organización Panamericana de la Salud y la Biblioteca Nacional de Medicina de los Estados Unidos para acceder a MEDLINE a través de la mensajería electrónica mediante el proyecto Batch
Internet National Library of Medicine Information Systems (BITNIS). La red surgió como una iniciativa del Centro Nacional de Información de Ciencias Médicas, el cual se fundó en 1965 para atender las necesidades de información de los médicos y trabajadores de la salud.
El proyecto se ha caracterizado por el uso de las tecnologías de la información y la comunicación con una visión social y a partir del desarrollo de las capacidades locales. Fue la primera red nacional que utilizó el sistema operativo GNU/Linux en todos sus servidores, y por el desarrollo de contenidos nacionales y servicios adecuados a su sistema de salud. Desde 1994 comenzó a ubicar los textos completos de las revistas de salud cubanas (enlace roto disponible en Internet Archive; véase el historial, la primera versión y la última)., con acceso libre en internet, y fomentó el desarrollo de sitios especializados en los más diversos temas de las ciencias médicas y de la salud pública.

## Desarrollo de Infomed
La red Infomed se distingue por su personal calificado. Cuenta con un grupo técnico de calidad en el nodo nacional y en los nodos provinciales para su administración eficiente; que constituye a su vez un equipo de referencia nacional en lo concerniente a las tecnologías de redes y telecomunicaciones. En Infomed convergen un conjunto de redes, que diseñan y generan servicios y productos de información.
Entre ellas se encuentran las siguientes:
```
   Red de Editores del Portal
   Red de Bibliotecas
   Red de Nodos territoriales
   Red de centros cooperantes de la BVS
   Red de Cátedras de la UVS
   Red de Traductores
   Red de Editores Científicos
   Red de Formadores de Competencias Informacionales
   Red de Promotores de Eventos
   Red de Audiovisuales
   Red de profesores del SNICS.
```

Cada una aporta contenidos y servicios con alto valor agregado, regidos por estándares de calidad y dirigidos a satisfacer las necesidades de información de los usuarios para los cuales están diseñadas.
La red Infomed incluye especialistas de la salud, de las tecnologías y de las ciencias de la información; los cuales desarrollan funciones asistenciales, investigativas, docentes y gerenciales en las instituciones del sector de la salud en Cuba, así como en el ámbito internacional.

### Principales servicios
Posee la Biblioteca Virtual de Salud (BVS) de Cuba, que es parte de la biblioteca virtual de América Latina y el Caribe promovida por BIREME, que es el Centro Latinoamericano y del Caribe de Información en Ciencias de la Salud con sede en São Paulo, Brasil, de la Organización Panamericana de la Salud OPS y la Organización Mundial de la Salud, (OMS). Cuenta con la Universidad Virtual de la Salud de Cuba, un Centro Virtual de Convenciones, sitios web de especialidades médicas y muchos otros servicios como Directorios, bases de datos bibliográficas, estadísticas de salud, colecciones de lecciones y presentaciones sobre temas especializados, discusiones diagnósticas, servicio de preguntas a expertos y otros.
El Portal de Infomed se compone de una red de portales especializados en temáticas de ciencias médicas y de la salud y territoriales, que son mantenidos por grupos de especialidades de salud, sociedades científicas, bibliotecas y centros de información provinciales, municipales e institucionales. También se ofrece un servicio diario de noticias de salud y otros servicios especializados de información.